# Muschwitz
Muschwitz  este o comună în Saxonia-Anhalt, Germania